# YDbDr-Farbmodell
Das YDbDr-Farbmodell wird nur beim analogen Farbfernsehen gemäß der Norm SECAM verwendet, für das es auch entwickelt wurde.
YDbDr verwendet zur Darstellung einer Bildinformation drei Komponenten: die Luminanz Y (Lichtstärke pro Fläche, luma) und zwei Chrominanzanteile (Farbanteile) Db und Dr. Es gehört damit zur Gruppe der Helligkeits-Farbigkeits-Farbmodelle.
Zur Bildung der Komponenten Y, Db und Dr aus dem RGB-Farbraum ist festgelegt:
{\displaystyle Y=+0{,}299\cdot R+0{,}587\cdot G+0{,}114\cdot B}
{\displaystyle D_{b}=+1{,}505\cdot (B-Y)=-0{,}450\cdot R-0{,}883\cdot G+1{,}333\cdot B}
{\displaystyle D_{r}=-1{,}902\cdot (R-Y)=-1{,}333\cdot R+1{,}116\cdot G+0{,}217\cdot B}
Das analoge YDbDr-Farbmodell unterscheidet sich vom eng verwandten analogen YUV-Farbmodell nur durch andere Skalierungs- (Dämpfungs- bzw. Verstärkungs-) Faktoren der beiden Farbsignale. Das Helligkeitssignal Y dagegen wird identisch wie im YUV-Farbmodell gebildet.
Durch Koeffizientenvergleich lassen sich die Umrechnungsfaktoren zwischen den Signalen U und Db bzw. V und Dr ermitteln:
{\displaystyle D_{b}=+3{,}059\cdot U}
{\displaystyle D_{r}=-2{,}169\cdot V}